# 좌수영로 (부산)
좌수영로(Jwasuyeong-no Road)는 부산광역시 수영구 민락동 민락 교차로와 연제구 연산동 토곡사거리를 잇는 부산광역시의 도로이다. 좌수영로는 옛 좌수영을 따 좌수영로라고 칭하였다. 가까운 곳에 원동 IC, 좌수영교, 망미 나들목 등이 위치해 있어 화물차 통행량이 많은 편이다.

## 연혁
- 2009년 7월 8일 : 2개 이상 구·군에 걸쳐 있는 도로로 좌수영로를 고시[1]

## 주요 경유지
부산광역시
- 수영구 - 연제구

## 노선
| 이름            | 접속 노선                                                           | 소재지     | 소재지 | 비고 |
| --------------- | ------------------------------------------------------------------- | ---------- | ------ | ---- |
| 민락 교차로     | 부산광역시도 제20호선 (수영로) 부산광역시도 제2401호선 (민락수변로) | 부산광역시 | 수영구 | 시점 |
| (이름 없음)     | 수민로                                                              | 부산광역시 | 수영구 |      |
| 좌수영교 교차로 | 부산광역시도 제38호선 (센텀북대로)                                  | 부산광역시 | 수영구 |      |
| 망미 나들목     | 부산광역시도 제11호선 (번영로)                                      | 부산광역시 | 수영구 |      |
| 월륜 교차로     | 부산광역시도 제6103호선 (고분로)                                    | 부산광역시 | 연제구 |      |
| 토곡사거리      | 부산광역시도 제79호선 (과정로) 부산광역시도 제3203호선 (연안로)     | 부산광역시 | 연제구 |      |
| 과정로와 직결   |                                                                     |            |        |      |

## 주요 건물 및 시설
- 삼성여객 (부산광역시 연제구 좌수영로 300)